# Савоченко Олександр Володимирович
Олекса́ндр Володи́мирович Савоченко (нар. 14 липня 1986) — український журналіст, офіцер Збройних сил України, учасник російсько-української війни, що загинув у ході російського вторгнення в Україну в 2022 році.

## Життєпис
Олександр Савоченко народився 1986 року в селі Пролетарському (з 2016 року — Поліському) Коропського району (з 2019 року — Коропської селищної громади) на Чернігівщині. Закінчив дев'ятирічку в рідному селі, потім Ніжинський обласний педагогічний ліцей із золотою медаллю. Після того здобув освіту в Інституті журналістики Київського національного університету імені Тараса Шевченка. На третьому курсі проходив практику на телеканалі СТБ. Почав працювати журналістом у Києві: спочатку на «СТБ», потім в інформаційному агентстві AFP та пізніше на «Суспільному». Він робив аналітичні сюжети на теми економіки й політики. Виконуючи редакційні завдання, неодноразово відвідував зони бойових дій. Останній репортаж зробив з Нагірного Карабаху.
З початком широкомасштабного військового вторгнення РФ в Україну 25 лютого 2022 року добровольцем пішов захищати Україну. Його мобілізували як офіцера до 72-ї окремої механізованої бригади імені Чорних Запорожців. Спочатку воював між Черніговом і Ніжином, а рідним казав, що виконує редакційні завдання, їздить різними містами й селами. Про загибель Олександра Савоченка в боях під Бахмутом (Донецька область) стало відомо 27 липня 2022 року від старости одного з населених пунктів Коропської селищної громади. Пізніше новина про загибель воїна зникла зі сторінки органу місцевого самоврядування. За інформацією голови Коропської громади Володимира Куніцина, рідні та близькі воїна все ще сподіваються, що він живий… Хоча є певна невтішна інформація…
Олександр Савоченко захоплювався історією України, зокрема добою УНР. Солдати батальйону 72-ї бригади, де Олександр проходив службу, відгукувалися про свого командира як про справжнього офіцера, який завжди був з солдатами в окопі, ділився всім, що мав, та всіляко намагався підтримати побратимів у важкий час.

## Особисте життя
Журналіст жив у Броварах на Київщині. Олександр сам придбав квартиру, де жив із дружиною. В Олександра Савоченка залишилися вагітна дружина, батьки, старший брат та бабуся. Просив, щоб майбутню донечку назвали Юлею.